# Lista wysp regionu Gotland
Lista wysp regionu Gotland zawiera spis wysp w szwedzkim regionie Gotland. 

## Lista
| Nazwa          | Powierzchnia [km²] | Populacja (2014) | Współrzędne                               | Zdjęcie | Mapa                                                                           |
| -------------- | ------------------ | ---------------- | ----------------------------------------- | ------- | ------------------------------------------------------------------------------ |
| Gotlandia      | 3143,84            | 57 241           | 57°30′00″N 18°33′00″E/57,500000 18,550000 |         | Mapa konturowa Gotlandii, w centrum znajduje się punkt                         |
| Fårö           | 113,3              | 504              | 57°56′00″N 19°09′00″E/57,933333 19,150000 |         | Mapa konturowa Gotlandii, po prawej nieco u góry znajduje się punkt            |
| Gotska Sandön  | 36                 | -                | 58°22′16″N 19°14′25″E/58,371111 19,240278 |         | Mapa konturowa Gotlandii, blisko górnej krawiędzi po prawej znajduje się punkt |
| Stora Karlsö   | 2,43               | -                | 57°17′01″N 17°58′19″E/57,283611 17,971944 |         | Mapa konturowa Gotlandii, na dole po lewej znajduje się punkt                  |
| Lilla Karlsö   | 1,3                | -                | 57°18′45″N 18°03′50″E/57,312500 18,063889 |         | Mapa konturowa Gotlandii, po lewej nieco na dole znajduje się punkt            |
| Enholmen       |                    | -                | 57°41′43″N 18°49′17″E/57,695278 18,821389 |         | Mapa konturowa Gotlandii, blisko centrum na prawo znajduje się punkt           |
| Asunden        |                    | -                | 57°42′36″N 18°50′32″E/57,710000 18,842222 |         | Mapa konturowa Gotlandii, blisko centrum na prawo znajduje się punkt           |
| Furillen       |                    |                  | 57°46′07″N 19°00′55″E/57,768611 19,015278 |         | Mapa konturowa Gotlandii, po prawej znajduje się punkt                         |
| Grunnet        |                    |                  | 57°41′44″N 18°50′15″E/57,695556 18,837500 |         | Mapa konturowa Gotlandii, blisko centrum na prawo znajduje się punkt           |
| Heligholmen    |                    |                  | 56°55′26″N 18°17′02″E/56,923889 18,283889 |         | Mapa konturowa Gotlandii, blisko dolnej krawiędzi po lewej znajduje się punkt  |
| Hojskär        |                    |                  | 57°41′59″N 18°55′56″E/57,699722 18,932222 |         | Mapa konturowa Gotlandii, blisko centrum na prawo znajduje się punkt           |
| Skenholmen     |                    |                  | 57°47′48″N 19°02′41″E/57,796667 19,044722 |         | Mapa konturowa Gotlandii, po prawej nieco u góry znajduje się punkt            |
| Ytterholmen    |                    |                  | 57°42′48″N 18°55′24″E/57,713333 18,923333 |         | Mapa konturowa Gotlandii, blisko centrum na prawo znajduje się punkt           |
| Östergarnsholm |                    |                  | 57°26′30″N 18°58′30″E/57,441667 18,975000 |         | Mapa konturowa Gotlandii, blisko centrum po prawej na dole znajduje się punkt  |
| Innerholmen    |                    |                  | 57°07′28″N 18°27′47″E/57,124444 18,463056 |         | Mapa konturowa Gotlandii, na dole nieco na lewo znajduje się punkt             |
| Utholmen       |                    |                  | 57°26′02″N 18°05′33″E/57,433889 18,092500 |         | Mapa konturowa Gotlandii, po lewej nieco na dole znajduje się punkt            |